# Campeonato de Primera División 2017-18 (Honduras)
El Campeonato de Primera División 2017-18 (también llamado Copa Salva Vida por motivos de patrocinio), fue la 52.ª edición de la Liga Nacional de Honduras.

## Sistema de competición
El Campeonato se constituye de dos torneos cortos —Torneo Apertura y Torneo Clausura—. El equipo que haya obtenido la peor puntuación, una vez finalizados ambos torneos, descenderá a la Liga de Ascenso.
Cada torneo está compuesto por dos vueltas (con 8 jornadas cada una). Una vez finalizadas las vueltas regulares, los equipos que hayan alcanzado los primeros dos lugares en la tabla de posiciones, accederán automáticamente a las semifinales.
Por otra parte, los clubes que hayan ocupado los puestos 3°, 4°, 5° y 6° tendrán que disputar una fase de eliminación previa. Los dos clubes que resulten ganadores en esta fase, clasificarán a las semifinales.
Finalmente, el título de campeón lo disputarán los dos clubes que hayan superado la fase de semifinales.
El mejor campeón del campeonato clasificará a la Liga de Campeones de la Concacaf 2019. Mientras que los subcampeones de ambos torneos cortos accederán a la Liga Concacaf 2018.

## Información de los equipos

### Ascenso y descenso
| Pos | a la Liga Nacional |
| --- | ------------------ |
| 1.º | Lobos UPNFM        |

| Pos  | a la Liga de Ascenso |
| ---- | -------------------- |
| 10.º | Social Sol           |

### Equipos participantes
| Equipo            | Ciudad         | Entrenador       | Estadio                   | Capacidad | Proveedor | Auspiciador principal   |
| ----------------- | -------------- | ---------------- | ------------------------- | --------- | --------- | ----------------------- |
| Olimpia           | Tegucigalpa    | Carlos Restrepo  | Nacional                  | 35.000    | Umbro     | Banco Atlántida         |
| Motagua           | Tegucigalpa    | Diego Vásquez    | Nacional                  | 35.000    | Joma      | Pepsi                   |
| Lobos UPNFM       | Tegucigalpa    | Salomón Nazar    | Nacional                  | 35.000    | Ninguno.  | Banco de Occidente      |
| Real España       | San Pedro Sula | Martín García    | General Francisco Morazán | 20.000    | Puma      | Delta Airlines          |
| Marathón          | San Pedro Sula | Héctor Vargas    | Yankel Rosenthal          | 15.000    | Joma      | Llantilandia            |
| Platense          | Puerto Cortés  | Jairo Ríos       | Excelsior                 | 15.000    | Pirma     | Asiatiko's Parts        |
| Vida              | La Ceiba       | Héctor Castellón | Ceibeño                   | 20.000    | Mitre     | Molineros's             |
| Honduras Progreso | El Progreso    | Horacio Londoño  | Humberto Micheletti       | 5.000     | Nike      | Arroz Progreso          |
| Juticalpa F. C.   | Juticalpa      | Mauro Reyes      | Juan Ramón Brevé Vargas   | 22.000    | Pirma     | Repuestos del Atlántico |
| Real Sociedad     | Tocoa          | Douglas Munguía  | Francisco Martínez Durón  | 10.000    | Pirma     | Molineros's             |

### Equipos por zona geográfica
| Juticalpa F. C. Honduras Progreso Motagua Olimpia Lobos UPNFM Real Sociedad Real España Marathón Vida Platense \| Departamento \| N.º \| Equipos \| \| ----------------- \| --- \| -------------------------------- \| \| Cortés \| 3 \| Marathon, Platense y Real España \| \| Francisco Morazán \| 3 \| Motagua, Olimpia y Lobos UPNFM \| \| Yoro \| 1 \| Honduras Progreso \| \| Atlántida \| 1 \| Vida \| \| Colón \| 1 \| Real Sociedad \| \| Olancho \| 1 \| Juticalpa F. C. \| |     |                                  |
| Departamento | N.º | Equipos                          |
| Cortés | 3   | Marathon, Platense y Real España |
| Francisco Morazán | 3   | Motagua, Olimpia y Lobos UPNFM   |
| Yoro | 1   | Honduras Progreso                |
| Atlántida | 1   | Vida                             |
| Colón | 1   | Real Sociedad                    |
| Olancho | 1   | Juticalpa F. C.                  |

## Torneo Apertura

### Fase regular
Simbología:

Pts: puntos acumulados.

PJ: partidos jugados.

PG: partidos ganados.

PE: partidos empatados.

PP: partidos perdidos.

GF: goles a favor.

GC: goles en contra.

|                                                |     | Equipo            | PJ | G  | E | P  | GF | GC | Dif. | Pts |
| ---------------------------------------------- | --- | ----------------- | -- | -- | - | -- | -- | -- | ---- | --- |
|                                                | 1.  | Marathón          | 18 | 11 | 1 | 6  | 27 | 21 | +6   | 34  |
|                                                | 2.  | Motagua           | 18 | 9  | 6 | 3  | 31 | 21 | +10  | 33  |
|                                                | 3.  | Olimpia           | 18 | 9  | 4 | 5  | 27 | 15 | +12  | 31  |
|                                                | 4.  | Real España       | 18 | 9  | 2 | 7  | 31 | 25 | +6   | 29  |
|                                                | 5.  | Juticalpa F. C.   | 18 | 8  | 4 | 6  | 39 | 30 | +9   | 28  |
|                                                | 6.  | Lobos UPNFM       | 18 | 7  | 3 | 8  | 22 | 28 | -6   | 24  |
|                                                | 7.  | Real Sociedad     | 18 | 6  | 4 | 8  | 22 | 28 | -6   | 22  |
|                                                | 8.  | Vida              | 18 | 5  | 6 | 7  | 20 | 23 | -3   | 21  |
|                                                | 9.  | Platense          | 18 | 6  | 1 | 11 | 20 | 37 | -17  | 19  |
|                                                | 10. | Honduras Progreso | 18 | 4  | 1 | 13 | 26 | 37 | -11  | 13  |
| Última actualización: 23 de noviembre de 2017. |     |                   |    |    |   |    |    |    |      |     |

|  | Clasificado directo a semifinales |
|  | Clasificado a la fase final       |
|  | Último Lugar                      |

### Fase final
|  | Repechajes | Repechajes     | Repechajes | Repechajes | Repechajes |  |  | Semifinales | Semifinales | Semifinales | Semifinales | Semifinales |  |  | Final | Final       | Final | Final | Final |
|  |            |                |            |            |            |  |  |             |             |             |             |             |  |  |       |             |       |       |       |
|  |            |                |            |            |            |  |  | 1°          | Marathon    | 0           | 3           | 3           |  |  |       |             |       |       |       |
|  | 4°         | Real España    | 3          | 2          | 5          |  |  | 4°          | Real España | 3           | 1           | 4           |  |  |       |             |       |       |       |
|  | 5°         | Juticalpa F.C. | 2          | 1          | 3          |  |  |             |             |             |             |             |  |  | 4°    | Real España | 2     | 1     | 3     |
|  |            |                |            |            |            |  |  |             |             |             |             |             |  |  | 2°    | Motagua     | 0     | 2     | 2     |
|  |            |                |            |            |            |  |  | 2°          | Motagua     | 0           | 3           | 3           |  |  |       |             |       |       |       |
|  | 3°         | Olimpia        | 2          | 2          | 4          |  |  | 3°          | Olimpia     | 2           | 1           | 3           |  |  |       |             |       |       |       |
|  | 6°         | Lobos UPNFM    | 2          | 0          | 2          |  |  |             |             |             |             |             |  |  |       |             |       |       |       |

#### Repechajes
| 6 de diciembre de 2017, 14:00. | Lobos UPNFM                     | 2—2 | Olimpia                          | Estadio Nacional, Tegucigalpa. |                              |
|                                | Flores 56' (pen.) · Montoya 83' |     | Estupiñán 54' · López 87' (pen.) | Árbitro(s): Melvin Matamoros   | Árbitro(s): Melvin Matamoros |

| 9 de diciembre de 2017, 14:30.    | Olimpia              | 2—0 | Lobos UPNFM | Estadio Nacional, Tegucigalpa. |                           |
|                                   | Moya 30' · Rojas 84' |     |             | Árbitro(s): Óscar Moncada      | Árbitro(s): Óscar Moncada |
| Olimpia avanzó a las semifinales. |                      |     |             |                                |                           |

| 30 de noviembre de 2017, 19:00. | Juticalpa F. C.               | 2—3 | Real España                           | Estadio Juan Ramón Brevé Vargas, Juticalpa. |                            |
|                                 | Colón 23' · Quiroz 60' (a.g.) |     | Martínez 6' · López 55' · Arévalo 73' | Árbitro(s): Nelson Salgado                  | Árbitro(s): Nelson Salgado |

| 7 de diciembre de 2017, 16:00.        | Real España              | 2—0 | Juticalpa F. C. | Estadio Francisco Morazán, San Pedro Sula. |                               |
|                                       | Zalazar 11' · Vuelto 66' |     |                 | Árbitro(s): Orlando Hernández              | Árbitro(s): Orlando Hernández |
| Real España avanzó a las semifinales. |                          |     |                 |                                            |                               |

#### Semifinales
| 21 de diciembre de 2017, 10:00. | Real España                               | 3—0 | Marathón | Estadio Olímpico Metropolitano, San Pedro Sula. |                         |
|                                 | Delgado 53' · Oseguera 69' · Oseguera 72' |     |          | Árbitro(s): Raúl Castro                         | Árbitro(s): Raúl Castro |

| 23 de diciembre de 2017, 15:00. | Marathón                                | 3—1 | Real España  | Estadio Olímpico Metropolitano, Puerto Cortés. |                           |
|                                 | Lacayo 53' · Arboleda 56' (p.) 62' (p.) |     | Martínez 10' | Árbitro(s): Saíd Martínez                      | Árbitro(s): Saíd Martínez |
| Real España avanzó a la final.  |                                         |     |              |                                                |                           |

| 20 de diciembre de 2017, 15:00. | Olimpia                          | 2—0 | Motagua | Estadio Nacional, Tegucigalpa. |                           |
|                                 | Estupiñán 79' · López 90+5' (p.) |     |         | Árbitro(s): Saíd Martínez      | Árbitro(s): Saíd Martínez |

| 23 de diciembre de 2017, 15:00. | Motagua                     | 3—1 | Olimpia | Estadio Nacional, Tegucigalpa. |                              |
|                                 | Vega 48' · Castillo 55' 74' |     | Moya 3' | Árbitro(s): Melvin Matamoros   | Árbitro(s): Melvin Matamoros |
| Motagua avanzó a la final.      |                             |     |         |                                |                              |

#### Final
| 27 de diciembre de 2017, 17:30. | Real España    | 2—0 | Motagua | Estadio Olímpico Metropolitano, San Pedro Sula. |                              |
|                                 | Vuelto 36' 76' |     |         | Árbitro(s): Héctor Rodríguez                    | Árbitro(s): Héctor Rodríguez |

| 30 de diciembre de 2017, 16:00.  | Motagua               | 2—1 | Real España | Estadio Nacional, Tegucigalpa. |                           |
|                                  | Castillo 62' 73' (p.) |     | Tejeda 108' | Árbitro(s): Saíd Martínez      | Árbitro(s): Saíd Martínez |
| Real España se consagró campeón. |                       |     |             |                                |                           |

|                                 |
| Campeón Real España 12.° título |

### Goleadores
| Pos. | Jugador              | Equipo          | Goles |
| ---- | -------------------- | --------------- | ----- |
| 1.°  | Yustin Arboleda      | Marathón        | 13    |
| 1.°  | Rubilio Castillo     | Motagua         | 13    |
| 2.°  | Darixon Vuelto       | Real España     | 9     |
| 3.°  | Roger Rojas          | Olimpia         | 8     |
| 4.°  | Jairo Róchez         | Lobos UPNFM     | 7     |
| 4.°  | Gerson Tinoco        | Juticalpa F. C. | 7     |
| 5.°  | Jamal Charles        | Vida            | 6     |
| 5.°  | Diego Reyes          | Real Sociedad   | 6     |
| 5.°  | Mayron Flores        | Lobos UPNFM     | 6     |
| 5.°  | Ovidio Lanza         | Juticalpa F. C. | 6     |
| 5.°  | Osman Melgares       | Real Sociedad   | 6     |
| 5.°  | Marco Tulio Vega     | Motagua         | 6     |
| 5.°  | Brunet Hay           | Platense        | 6     |
| 5.°  | Christian Altamirano | Real España     | 6     |

## Torneo Clausura

### Fase final
|  | Repechajes | Repechajes        | Repechajes | Repechajes | Repechajes |  |  | Semifinales | Semifinales | Semifinales | Semifinales | Semifinales |  |  | Final | Final    | Final | Final | Final |
|  |            |                   |            |            |            |  |  |             |             |             |             |             |  |  |       |          |       |       |       |
|  |            |                   |            |            |            |  |  | 1°          | Marathon    | 1           | 2           | 3           |  |  |       |          |       |       |       |
|  | 4°         | Real España       | 1          | 0          | 1          |  |  | 4°          | Real España | 0           | 1           | 1           |  |  |       |          |       |       |       |
|  | 5°         | Honduras Progreso | 1          | 0          | 1          |  |  |             |             |             |             |             |  |  | 1°    | Marathon | 1     | 1     | P5    |
|  |            |                   |            |            |            |  |  |             |             |             |             |             |  |  | 2°    | Motagua  | 1     | 0     | P4    |
|  |            |                   |            |            |            |  |  | 2°          | Motagua     | 1           | 1           | 2           |  |  |       |          |       |       |       |
|  | 3°         | Olimpia           | 0          | 2          | 2          |  |  | 3°          | Olimpia     | 1           | 0           | 2           |  |  |       |          |       |       |       |
|  | 6°         | Platense          | 0          | 1          | 1          |  |  |             |             |             |             |             |  |  |       |          |       |       |       |

#### Repechajes
| 18 de abril de 2018, 19:15. | Honduras Progreso | 1—1 | Real España | Estadio Humberto Micheletti, El Progreso. |                           |
|                             | León 41'          |     | López 82'   | Árbitro(s): Oscar Moncada                 | Árbitro(s): Oscar Moncada |

| 21 de abril de 2018, 19:00.           | Real España | 0—0 | Honduras Progreso | Estadio Francisco Morazán, San Pedro Sula. |  |
|                                       |             |     |                   | Árbitro(s): Armando Castro                 |  |
| Real España avanzó a las semifinales. |             |     |                   |                                            |  |

| 19 de abril de 2018, 19:00. | Platense | 0—0 | Olimpia | Estadio Excelsior, Puerto Cortes. |  |
|                             |          |     |         | Árbitro(s): Melvin Matamoros      |  |

| 22 de abril de 2018, 16:00.       | Olimpia                     | 2—1 | Platense       | Estadio Nacional, Tegucigalpa. |                              |
|                                   | Chirinos 31' · Martínez 35' |     | Winchister 85' | Árbitro(s): Héctor Rodríguez   | Árbitro(s): Héctor Rodríguez |
| Olimpia avanzó a las semifinales. |                             |     |                |                                |                              |

#### Semifinales
| 28 de abril de 2018, 19:00. | Real España | 0—1 | Marathón     | Estadio Francisco Morazán, San Pedro Sula. |                              |
|                             |             |     | Arboleda 49' | Árbitro(s): Melvin Matamoros               | Árbitro(s): Melvin Matamoros |

| 5 de mayo de 2018, 15:00.   | Marathón                     | 2—1 | Real España       | Estadio Yankel Rosenthal, San Pedro Sula. |                              |
|                             | Leverón 2' (p.) · Lahera 49' |     | Martínez 87' (p.) | Árbitro(s): Héctor Rodríguez              | Árbitro(s): Héctor Rodríguez |
| Marathon avanzó a la final. |                              |     |                   |                                           |                              |

| 29 de abril de 2018, 16:00. | Olimpia | 0—0 | Motagua | Estadio Nacional, Tegucigalpa. |  |
|                             |         |     |         | Árbitro(s): Saíd Martínez      |  |

| 6 de mayo de 2018, 16:00.  | Motagua      | 1—1 | Olimpia    | Estadio Nacional, Tegucigalpa. |                           |
|                            | Martínez 76' |     | Costly 38' | Árbitro(s): Oscar Moncada      | Árbitro(s): Oscar Moncada |
| Motagua avanzó a la final. |              |     |            |                                |                           |

#### Final
| 13 de mayo de 2018, 16:00. | Motagua    | 1—1 | Marathon     | Estadio Nacional, Tegucigalpa. |                              |
|                            | Discua 26' |     | Martínez 40' | Árbitro(s): Melvin Matamoros   | Árbitro(s): Melvin Matamoros |

| 19 de mayo de 2018, 15:00.    | Marathon                                                    | 0—0 (4-5) (5:4 p.)         | Motagua                                                    | Estadio Yankel Rosenthal, San Pedro Sula. |  |
|                               |                                                             |                            |                                                            | Árbitro(s): Oscar Moncada                 |  |
|                               |                                                             | Tiros desde el punto penal |                                                            |                                           |  |
|                               | Leverón · Banegas · Vargas · Suazo · Rodríguez · /> Johnson |                            | Crisanto · Montes · Martínez · Pereira · Elvir · Mayorquín |                                           |  |
| Marathon se consagró campeón. |                                                             |                            |                                                            |                                           |  |

|                             |
| Campeón Marathon 9.° título |

## Datos de entrenadores, jugadores extranjeros y descenso

### Cambios de entrenadores
| Equipo            | Entrenador saliente | Fecha                    | Entrenador entrante | Fecha                    | Pos.               |
| ----------------- | ------------------- | ------------------------ | ------------------- | ------------------------ | ------------------ |
| Juticalpa F. C.   | José María Durón    | 18 de mayo de 2017       | Mauro Reyes         | 18 de mayo de 2017       | Pretemporada       |
| Marathón          | Manuel Keosseián    | 6 de junio de 2017       | Héctor Vargas       | 6 de junio de 2017       | Pretemporada       |
| Vida              | Santiago Fúnez      | 7 de junio de 2017       | Héctor Castellón    | 7 de junio de 2017       | Pretemporada       |
| Real Sociedad     | Héctor Medina       | 26 de junio de 2017      | Carlos Martínez     | 26 de junio de 2017      | Pretemporada       |
| Honduras Progreso | Wilmer Cruz         | 5 de septiembre de 2017  | Nerlin Membreño     | 5 de septiembre de 2017  | 9.°                |
| Platense          | Reynaldo Clavasquín | 20 de septiembre de 2017 | Jorge Lozano        | 21 de septiembre de 2017 | 10.°               |
| Real Sociedad     | Carlos Martínez     | 1 de octubre de 2017     | Douglas Munguía     | 4 de octubre de 2017     | 9.°                |
| Real España       | Ramón Maradiaga     | 23 de octubre de 2017    | Erick Gallegos      | 24 de octubre de 2017    | 5.°                |
| Real España       | Erick Gallegos      | 7 de noviembre de 2017   | Martín García       | 7 de noviembre de 2017   | 7.°                |
| Honduras Progreso | Nerlin Membreño     | 12 de diciembre de 2017  | Horacio Londoño     | 27 de diciembre de 2017  | Mitad de temporada |

### Jugadores extranjeros
De acuerdo con los reglamentos impuestos por la Liga Nacional de Fútbol Profesional de Honduras (LNPHN) y la Federación Nacional Autónoma de Fútbol de Honduras (FENAFUTH), los equipos hondureños de Primera División están limitados a tener en sus plantillas un máximo de cuatro jugadores extranjeros. Los jugadores que ocupan la quinta plaza poseen la nacionalidad hondureña y, por lo tanto, utilizan carnet de jugador nacional.

#### Apertura
| Equipo            | Jugador 1            | Jugador 2       | Jugador 3       | Jugador 4     | Jugador 5     |
| ----------------- | -------------------- | --------------- | --------------- | ------------- | ------------- |
| Olimpia           | Javier Estupiñán     | Andrés Quejada  |                 |               |               |
| Motagua           | Jonathan Rougier     |                 |                 |               |               |
| Real España       | Claudio Cardozo      | Omar Zalazar    |                 |               |               |
| Marathón          | José Calderón        | Caue Fernandes  | Yustin Arboleda | Yaudel Lahera |               |
| Platense          | Carlos Ross          | Fabián Castillo | Brunet Hay      | Matheus Pinto | Luis Castro   |
| Honduras Progreso | Woodrow West         | Roy Smith       | Mario Abadía    | Jerrel Britto |               |
| Juticalpa F. C.   | Jan-Michael Williams | Daneil Cyrus    | Sergio Barboza  |               | Gerson Tinoco |
| Vida              | Richard Rodríguez    | Jamal Charles   | Akeem Garnet    |               |               |
| Real Sociedad     |                      |                 |                 |               |               |
| Lobos UPNFM       |                      |                 |                 |               |               |

#### Clausura
| Equipo            | Jugador 1        | Jugador 2         | Jugador 3        | Jugador 4     | Jugador 5   |
| ----------------- | ---------------- | ----------------- | ---------------- | ------------- | ----------- |
| Olimpia           | Luis Ovalle      |                   |                  |               |             |
| Motagua           | Jonathan Rougier | Germán Mayenfisch | Javier Estupiñán |               |             |
| Real España       | Omar Zalazar     |                   |                  |               |             |
| Marathón          | Yustin Arboleda  | Yaudel Lahera     |                  |               |             |
| Platense          | Brunet Hay       | Juan Bolaños      |                  |               | Luis Castro |
| Honduras Progreso | Woodrow West     | Roy Smith         | Elkin Mosquera   |               |             |
| Juticalpa F. C.   | Daneil Cyrus     |                   |                  |               |             |
| Vida              | Jamal Charles    | Briel Thomas      | Malik St. Prix   | Dimitrie Apai |             |
| Real Sociedad     | Andrés Mosquera  | Matheus Pinto     |                  |               |             |
| Lobos UPNFM       |                  |                   |                  |               |             |

### Promedio de descenso
| Pos  | Equipo            | A-2017 | C-2018 | Total | PJ | Promedio |
| ---- | ----------------- | ------ | ------ | ----- | -- | -------- |
| 1.º  | Marathón          | 34     | 37     | 71    | 36 | 1.9722   |
| 2.º  | Motagua           | 33     | 34     | 67    | 36 | 1.8611   |
| 3.º  | Olimpia           | 31     | 33     | 64    | 36 | 1.7778   |
| 4.º  | Real España       | 29     | 28     | 57    | 36 | 1.5833   |
| 5.º  | Juticalpa F. C.   | 28     | 17     | 45    | 36 | 1.2500   |
| 6.º  | Lobos UPNFM       | 24     | 18     | 42    | 36 | 1.1667   |
| 7.º  | Vida              | 21     | 21     | 42    | 36 | 1.6667   |
| 8.º  | Platense          | 19     | 22     | 41    | 36 | 1.1389   |
| 9.º  | Honduras Progreso | 13     | 26     | 39    | 36 | 1.0833   |
| 10.º | Real Sociedad     | 22     | 13     | 35    | 36 | 0.9722   |

|  |                                                                   |
|  | El equipo que ocupó esta posición descendió a la Liga de Ascenso. |